# Iriso
Iriso es una entidad de población española del municipio de Izagaondoa, perteneciente a la Comunidad Foral de Navarra.

## Historia
Hacia mediados del siglo XIX, el lugar, ya por entonces perteneciente a Izagaondoa, tenía contabilizada una población de 43 habitantes. Aparece descrito en el noveno volumen del Diccionario geográfico-estadístico-histórico de España y sus posesiones de Ultramar de Pascual Madoz con las siguientes palabras:

IRISO: l. del ayunt. y valle de Izagaondoa en la prov. y c. g. de Navarra, part. jud. de Aoiz (2 leg.), aud. terr. y dióc. de Pamplona (5): sit. en la falda del monte Leguin; clima frio; le combaten todos los vientos principalmente el N., y se padece alguna fiebre ordinaria. Tiene 9 casas que forman una calle empedrada; igl. parr. de entrada, (San Pedro) servida por un abad, de provision de los vec.; cementerio al E. en paraje ventilado, y para el surtido hay 2 fuentes de muy buenas aguas. El térm. que se estiende 1/2 hora de N. á S. y 3/4 de E. á O. Confina N. con Zuza; E. Beroiz; S. Urbicain, y O. Reta, comprendiendo en su circunferencia un monte poblado de robles, un soto con fresnos, varias canteras de piedras: el terreno es secano, pero de buena calidad para la produccion; le baña un arroyo que desciende del monte. caminos: los que conducen á Pamplona, Lumbier y Aoiz, en mal estado. El correo: se recibe de Urroz los martes y viernes, y se despacha los mismos dias. prod.: trigo, maiz, avena y algunas legumbres y hortalizas; cria ganado lanar y vacuno; caza de perdices, codornices y liebres. pobl.: 10 vec., 43 alm. riqueza con el valle (V.) En 1469 la princesa Doña Leonor donó el lugar de Iriso, con todos sus derechos y rentas pertenecientes al patrimonio real, á Per Ibañez de Gaztelu, notario de la cámara de Comptos, por sus buenos servicios á perpetuo, para el y sus herederos legítimos, esceptuando los cuarteles é imposiciones estraordinarias.
(Madoz, 1847, p. 445)

En 2022, tenía empadronados tres habitantes.